# 三木良太
三木 良太（みき りょうた、1985年4月12日 - ）は、大阪府茨木市出身の元サッカー選手。ポジションはフォワード。

## 来歴
中学生時代からガンバ大阪の下部組織に所属し、各年代別代表に選ばれた。2004年にトップ昇格（寺田紳一、丹羽大輝が同時昇格である）。G大阪でユースチーム在籍中にトップチームに昇格（正確には帯同）した選手としては稲本潤一、新井場徹、家長昭博、寺田に次いで5人目（試合出場はなし）。高校卒業に際して、下記のとおり、学校側のミスによるトラブルがあった。
2005年、優勝争いの最中に公式戦デビューを果たしたが、2006年は右膝前十字靭帯損傷という大怪我を負い、このシーズンを棒に振った。
2007年に、J2・愛媛FCへ期限付き移籍。2シーズンでリーグ戦41試合に出場する。
2009年、2年ぶりにG大阪に復帰したが、6月26日にファジアーノ岡山FCへの完全移籍が発表された。
2011年限りで現役を引退し、翌2012年より、ヴィッセル神戸のスクールコーチを務める。
またコーチの傍ら、兵庫県のクラブチームであるディオス1995でサッカー生活を続けている。

## エピソード
2004年3月25日、三木と寺田は向陽台高校の同級生だったが、学校の職員が2人の校外でのサッカー活動を、体育の単位としてコンピューターに入力し忘れたため、卒業単位が足りないと誤認されて卒業生名簿に名前を掲載されていなかった。卒業式直後、生徒などからの指摘でミスが判明し、高校側は2日後の25日に急遽、2人のために卒業式を行った。

## 所属クラブ
ユース経歴
- 1992年 - 1997年 玉櫛JSC
- 1998年 - 2000年 ガンバ大阪ジュニアユース
- 2001年 - 2003年 ガンバ大阪ユース (摂津高等学校→向陽台高等学校)

プロ経歴
- 2004年 - 2009年6月 ガンバ大阪
  - 2007年 - 2008年 愛媛FC (期限付き移籍)
- 2009年7月 - 2011年 ファジアーノ岡山FC
  - 2010年4月 - 同年7月、2011年4月 - 同年12月 ファジアーノ岡山ネクスト
- 2012年 - ディオス1995

## 個人成績
| 国内大会個人成績 | 国内大会個人成績 | 国内大会個人成績 | 国内大会個人成績 | 国内大会個人成績                                 | 国内大会個人成績 | 国内大会個人成績 | 国内大会個人成績 | 国内大会個人成績 | 国内大会個人成績 | 国内大会個人成績 | 国内大会個人成績 |
| 年度             | クラブ           | 背番号           | リーグ           | リーグ戦                                         | リーグ戦         | リーグ杯         | リーグ杯         | オープン杯       | オープン杯       | 期間通算         | 期間通算         |
| 年度             | クラブ           | 背番号           | リーグ           | 出場                                             | 得点             | 出場             | 得点             | 出場             | 得点             | 出場             | 得点             |
| 日本             | 日本             | 日本             | 日本             | リーグ戦                                         | リーグ戦         | リーグ杯         | リーグ杯         | 天皇杯           | 天皇杯           | 期間通算         | 期間通算         |
| ---------------- | ---------------- | ---------------- | ---------------- | ------------------------------------------------ | ---------------- | ---------------- | ---------------- | ---------------- | ---------------- | ---------------- | ---------------- |
| 2004             | G大阪            | 21               | J1               | 0                                                | 0                | 0                | 0                | 0                | 0                | 0                | 0                |
| 2005             | G大阪            | 21               | J1               | 3                                                | 0                | 0                | 0                | 3                | 1                | 6                | 1                |
| 2006             | G大阪            | 18               | J1               | 0                                                | 0                | 0                | 0                | 0                | 0                | 0                | 0                |
| 2007             | 愛媛             | 9                | J2               | 25                                               | 2                | -                | -                | 3                | 1                | 28               | 3                |
| 2008             | 愛媛             | 9                | J2               | 16                                               | 2                | -                | -                | 0                | 0                | 16               | 2                |
| 2009             | G大阪            | 15               | J1               | 0                                                | 0                | -                | -                | -                | -                | 0                | 0                |
| 2009             | 岡山             | 46               | J2               | 15                                               | 2                | -                | -                | 1                | 0                | 16               | 2                |
| 2010             | 岡山             | 15               | J2               | 15                                               | 3                | -                | -                | 1                | 0                | 16               | 3                |
| 2010             | 岡山N            | 15               | 中国             | 4                                                | 1                | -                | -                | -                | -                | 4                | 1                |
| 2011             | 岡山             | 15               | J2               | 1                                                | 0                | -                | -                | -                | -                | 1                | 0                |
| 2011             | 岡山N            | 15               | 中国             | 8                                                | 4                | -                | -                | 0                | 0                | 8                | 4                |
| 2012             | ディオス         | 26               | 兵庫1部          |                                                  |                  | -                | -                | -                | -                |                  |                  |
| 通算             | 日本             | 日本             | J1               | 3                                                | 0                | 0                | 0                | 3                | 1                | 6                | 1                |
| 通算             | 日本             | 日本             | J2               | 72                                               | 9                | -                | -                | 5                | 1                | 77               | 10               |
| 通算             | 日本             | 日本             | 中国             | 12                                               | 5                | -                | -                | 0                | 0                | 12               | 5                |
| 通算             | 日本             | 日本             | 兵庫1部          | \|\|\|\|colspan="2"\|-\|\|colspan="2"\|-\|\|\|\| |                  |                  |                  |                  |                  |                  |                  |
| 総通算           | 総通算           | 総通算           | 総通算           | 87                                               | 14               | 0                | 0                | 8                | 2                | 95               | 16               |

| 国際大会個人成績 | 国際大会個人成績 | 国際大会個人成績 | 国際大会個人成績 | 国際大会個人成績 | FIFA      | FIFA      |
| 年度             | クラブ           | 背番号           | 出場             | 得点             | 出場      | 得点      |
| AFC              | AFC              | AFC              | ACL              | ACL              | クラブW杯 | クラブW杯 |
| ---------------- | ---------------- | ---------------- | ---------------- | ---------------- | --------- | --------- |
| 2006             | G大阪            | 18               | 1                | 0                | -         | -         |
| 2009             | G大阪            | 15               | 0                | 0                | -         | -         |
| 通算             | AFC              | AFC              | 1                | 0                | 0         | 0         |

- 公式戦初出場・初得点 - 2005年11月9日 天皇杯4回戦 vs横浜FC（万博記念競技場）
- Jリーグ初出場 - 2005年11月20日 J1第31節 vs名古屋グランパスエイト（豊田スタジアム）
- Jリーグ初得点 - 2007年5月20日 J2第16節 vsセレッソ大阪（長居第2陸上競技場）

## 代表歴
- U-16日本代表
- U-17日本代表
- U-18日本代表
- U-19日本代表
- U-20日本代表
- U-21日本代表

## 指導歴
- 2012年 - ヴィッセル神戸 スクールコーチ

## タイトル

### クラブ
ガンバ大阪ユース
- Jユースカップ：1回（2002年）

ガンバ大阪
- Jリーグ ディビジョン1：1回（2005年）

ファジアーノ岡山ネクスト
- 岡山サッカーリーグ1部：1回（2009年）
- 岡山県サッカー選手権大会：1回（2011年）